# Agrypon wushanense
Agrypon wushanense är en stekelart som beskrevs av Wang 1997. Agrypon wushanense ingår i släktet Agrypon och familjen brokparasitsteklar. Inga underarter finns listade i Catalogue of Life.